# Atiku Abubakar
Atiku Abubakar (ur. 25 listopada 1946) – nigeryjski polityk, wiceprezydent Nigerii od 29 maja 1999 do 29 maja 2007.
Pochodzi ze stanu Adamawa. Przez ponad 20 lat pracował jako urzędnik celny, zanim w 1989 zaangażował się w krajową politykę. Był członkiem rządzącej Ludowej Partii Demokratycznej (PDP).
25 listopada 2006 Abubakar ogłosił swój start w wyborach prezydenckich w kwietniu 2007, nie deklarując jednak z ramienia jakiej partii startuje. 20 grudnia 2006 nieoczekiwanie opuścił szeregi swej partii i wstąpił do opozycyjnego Action Congress, zostając jego kandydatem w wyścigu prezydenckim. W wyborach prezydenckich w kwietniu zajął trzecie miejsce, zdobywając około 7% głosów poparcia.